# 6-Stunden-Rennen von Daytona 1979

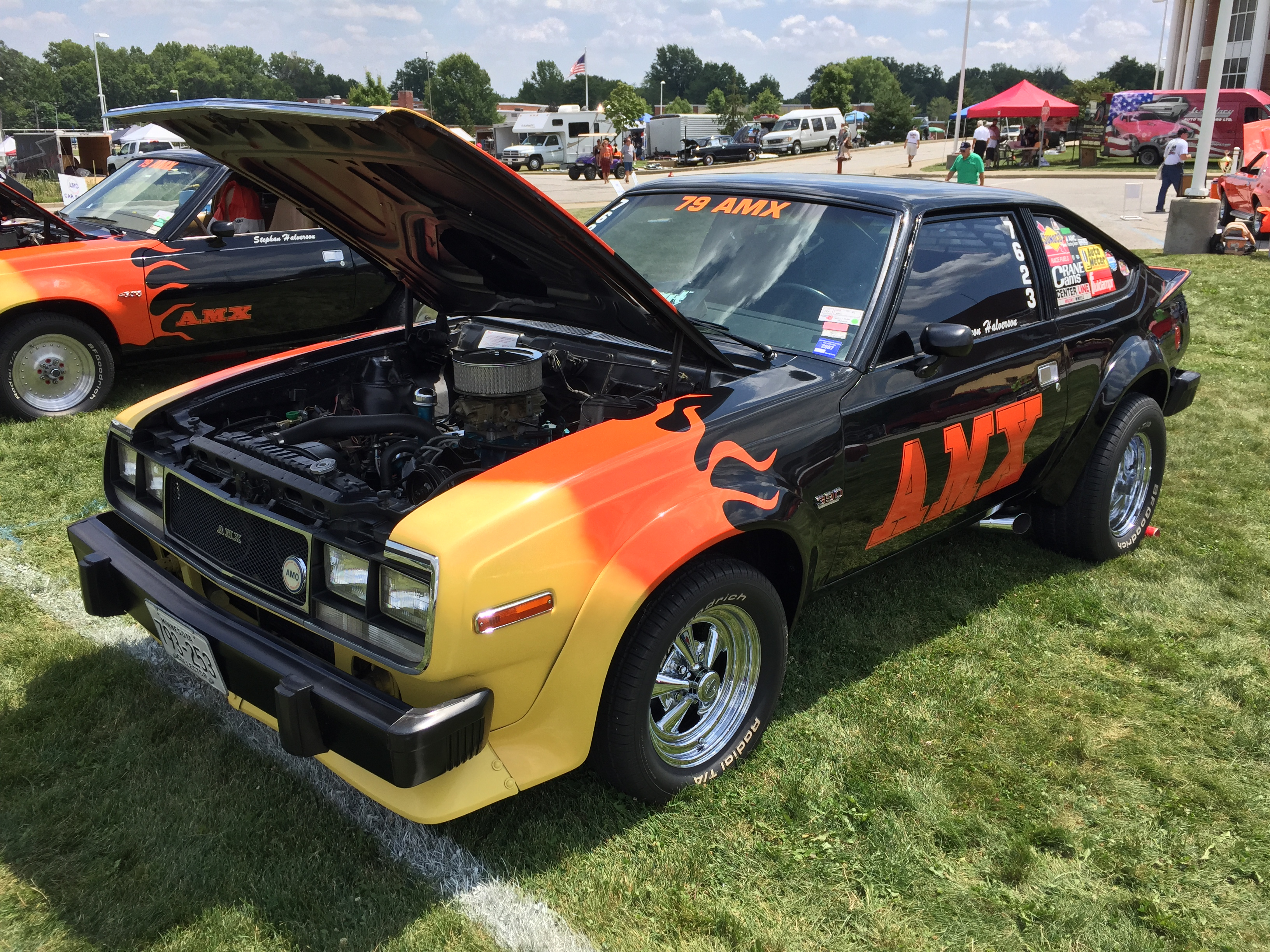
Rennversion des AMC Spirit

Das 6-Stunden-Rennen von Daytona 1979, auch 6 Hour Champion Spark Plug Challenge, Daytona International Speedway, fand am 1. Juli auf dem Daytona International Speedway statt und war der elfte Wertungslauf der Sportwagen-Weltmeisterschaft dieses Jahres.

## Das Rennen
Auch 1979 zählte das 6-Stunden-Rennen von Daytona zur World-Challenge der Langstreckenfahrer und damit zur Sportwagen-Weltmeisterschaft 1979. Bis auf die beiden Puerto Ricaner Diego Febles und Bonky Fernandez waren alle anderen Starter US-Amerikaner. Das Rennen endete mit dem Gesamtsieg von Dennis Shaw sowie Don und Bill Whittington im AMC Spirit.

## Ergebnisse

### Schlussklassement
| 1               | RS | 6  | Amos Johnson                | Dennis Shaw Don Whittington Bill Whittington              | AMC Spirit          | 151 |
| 2               | RS | 61 | Brant Doell                 | Tom Waugh Lyn St. James Buzz Carson                       | AMC Concord         | 151 |
| 3               | RS | 38 | Roger Mandeville            | Roger Mandeville Diego Febles                             | Mazda RX-3          | 150 |
| 4               | RS | 27 | Mike Meyer                  | Mike Meyer Rusty Bond                                     | Mazda RX-3          | 150 |
| 5               | RS | 7  | Amos Johnson                | Amos Johnson Dick Barbour                                 | AMC Spirit          | 148 |
| 6               | RS | 44 | Joe Amato                   | Carson Baird Joe Amato                                    | AMC Spirit          | 148 |
| 7               | RS | 99 | Kal Showket                 | Kal Showket Phil Currin                                   | AMC Concord         | 148 |
| 8               | RS | 4  | E. J. Pruitt                | Gary Ouellette Tony Garcia                                | Mazda RX-2          | 148 |
| 9               | RS | 91 | Warren Phelps               | Warren Phelps Bill McDill                                 | Chevrolet Vega      | 146 |
| 10              | RS | 52 | Atlanta Racing Enterprises  | James Reeve Ren Tilton                                    | Buick Skyhawk       | 145 |
| 11              | RS | 08 | S. C. Racing                | Bonky Fernandez Keith Swope                               | AMC Spirit          | 145 |
| 12              | RS | 66 | Jim Downing                 | John Maffucci Chris Doyle                                 | Mazda RX-2          | 143 |
| 13              | RS | 15 | Rob Jackson                 | Rob Jackson Robert Weaver                                 | AMC Gremlin         | 142 |
| 14              | RS | 47 | Bob Crosby                  | Jim Crosby Bob Crosby                                     | AMC Gremlin         | 141 |
| 15              | RS | 72 | Tampa Bay Racing            | Craig Ross Charles Mendez                                 | Datsun 200SX        | 140 |
| 16              | RS | 93 | Russ Boy                    | Russ Boy Art Yarosh                                       | AMC Gremlin         | 134 |
| 17              | RS | 2  | Wheels Import               | Ray Pericles Matt Pericles                                | Mazda RX-2          | 134 |
| 18              | RS | 30 | Dave Yerger                 | Del Russo Taylor Steve Edward Dave Yerger                 | Alfa Romeo Alfetta  | 132 |
| 19              | RS | 68 | Randy Blue                  | Randy Blue John Watterson                                 | AMC Gremlin         | 131 |
| 20              | RS | 22 | Linda Sharp                 | Jim Fitzgerald Linda Sharp Bill Harriss                   | Datsun B210         | 128 |
| 21              | RS | 33 | Music City Racing           | Eric Morrow Charles Moseley                               | Plymouth Arrow      | 127 |
| 22              | RS | 07 | Rich Lee                    | Bill Warner Rich Lee                                      | Honda Civic         | 127 |
| 23              | RS | 03 | Joe Varde                   | Robert Dielhl Doug Kenny                                  | AMC Gremlin         | 126 |
| 24              | RS | 82 | North Star Racing           | Bill Johnson Corky Bell                                   | Datsun 710          | 125 |
| 25              | RS | 04 | Rozinante Enterprises       | Jim Story John Story Ray Barnes                           | Ford Capri          | 124 |
| 26              | RS | 09 | Bennett Aiken               | Bennett Aiken Bobby Dumont                                | Ford Pinto          | 123 |
| 27              | RS | 11 | Dick Starita                | Don Devendorf Dick Starita G. H. Sharp                    | Datsun B210         | 120 |
| 28              | RS | 86 | Hoerr Brothers              | Leroy Dickson Elizabeth Kleinschmidt Charles Kleinschmidt | AMC Spirit          | 116 |
| 29              | RS | 12 | Jim Stricklin               | Jim Stricklin John Eckelberry                             | Datsun 510          | 112 |
| 30              | RS | 87 | Robert Buchler              | John Evans Jay Elmore                                     | Ford Pinto          | 110 |
| 31              | RS | 84 | William Kull                | Daniel Bonner William Kull                                | Ford Pinto          | 82  |
| 32              | RS | 82 | J. Speight Sugg             | J. Speight Sugg M. L. Speer                               | BMW 2002            | 68  |
| Ausgefallen     |    |    |                             |                                                           |                     |     |
| 33              | RS | 63 | Jim Downing                 | Jim Downing John Paul senior                              | Mazda RX-3          | 139 |
| 34              | RS | 88 | MAS Racing                  | Jon McKnight Judy Stropus                                 | Datsun 510          | 113 |
| 35              | RS | 5  | Bob Esseltine               | Bob Esseltine Paul Lambke                                 | Datsun 510          | 103 |
| 36              | RS | 0  | Bob Lee                     | Glenn Worthington Bob Lee                                 | Chevrolet Vega      | 90  |
| 37              | RS | 42 | American Raceway Leasing    | Bob Feld Rick Gaines                                      | AMC Gremlin         | 87  |
| 38              | RS | 64 | Wayne Stradley              | Wayne Stradley Ray Mummery                                | AMC Pacer           | 85  |
| 39              | RS | 01 | Varde Llauget               | Joe Varde Dave Cowart                                     | AMC Spirit          | 83  |
| 40              | RS | 78 | Performance Innovations     | Hurley Haywood Rob McFarlin                               | Mazda RX-3          | 80  |
| 41              | RS | 48 | International Racing System | Nort Northam Bill Shaw                                    | Honda Civic         | 76  |
| 42              | RS | 31 | R & R Racing                | Randy Davis Herb Kanady                                   | AMC Gremlin         | 76  |
| 43              | RS | 59 | Milton Moise                | Milton Moise Emory Donaldson Don Courtney                 | AMC Spirit          | 73  |
| 44              | RS | 16 | Danny Smith                 | Danny Smith Rodney Ashcraft                               | AMC Gremlin         | 68  |
| 45              | RS | 21 | Andy Vann                   | Andy Vann Ed Mottern                                      | AMC Gremlin         | 63  |
| 46              | RS | 50 | Eddie Mecum                 | Eddie Mecum Javier Garcia                                 | Buick Skyhawk       | 62  |
| 47              | RS | 54 | Wever Palmer                | Byron Wever Bill Whittington                              | Mazda RX-3          | 58  |
| 48              | RS | 54 | Balboa Datsun               | Pat Daily Tim Kuykendall                                  | Datsun 200SX        | 40  |
| 49              | RS | 19 | Southwind Enterprises       | Rick Knoop Bob Akin                                       | AMC Gremlin         | 34  |
| 50              | RS | 96 | Gene Felton                 | Gene Felton Tom Sheehy Luis Sereix                        | Buick Skyhawk       | 32  |
| 51              | RS | 92 | Rolls Canard                | Manny Matz Jerry Hoopert                                  | BMW 2002            | 32  |
| 52              | RS | 9  | Rolls Canard                | Mark Mellon Jerry Reid Gary Tiller                        | Ford Pinto          | 23  |
| 53              | RS | 3  | Bob Dearduff                | Jeff Dearduff Bob Dearduff                                | Mazda RX-3          | 22  |
| 54              | RS | 83 | Milt Griswold               | Chuck Grantham Milt Griswold                              | Ford Pinto          | 22  |
| 55              | RS | 73 | Foreign Car Clinic          | Gerry Cohen Stephen Behr                                  | BMW 320i            | 21  |
| 56              | RS | 81 | MAS Racing                  | James Jordan Alan Marsh                                   | Datsun 510          | 20  |
| 57              | RS | 39 | George Clark                | George Clark George Hair Dave Sloyer                      | Oldsmobile Starfire | 20  |
| 58              | RS | 06 | Preston Henn                | Bonnie Henn Preston Henn Byron Henn                       | AMC Pacer           | 10  |
| 59              | RS | 49 | Richard Wagner              | Paul McDonald Ernie Smith                                 | Ford Maverick       | 8   |
| 60              | RS | 57 | Rick Jaeschke               | Van McDonald Rick Jaeschke                                | Datsun 200SX        | 7   |
| 61              | RS | 75 | Ron Oyler                   | Ron Oyler Ron Reisinger Don Jones                         | AMC Pacer           | 5   |
| 62              | RS | 55 | Dick Read                   | Lee White Dick Read                                       | Ford Pinto          | 1   |
| Nicht gestartet |    |    |                             |                                                           |                     |     |
| 63              | RS | 02 | Kim Kenyon                  | Kim Kenyon Cary Palmer                                    | AMC Gremlin         | 1   |
| 64              | RS | 05 | Donnie Ard                  | Ralston Long Donnie Ard Foy Gilmore                       | AMC Gremlin         | 2   |
| 65              | RS | 14 | Tenn Tec Racing             | Cliff Rickmers Donnie Crider                              | Ford Capri          | 3   |
| 66              | RS | 23 | Nes Gurley                  | Nes Gurley James Jeralds                                  | Ford Capri          | 4   |
| 67              | RS | 46 | G. H. Sharp                 | G. H. Sharp Bob Bergstrom                                 | AMC Spirit          | 5   |
| 68              | RS | 51 | Brant Doell                 | Rick Knoop Bob Akin                                       | AMC Spirit          | 6   |
| 69              | RS | 69 | Ecurie Fribourgeoise        | Phil Currin Kal Showket                                   | AMC Pacer           | 7   |

1 nicht gestartet
2 nicht gestartet
3 nicht gestartet
4 nicht gestartet
5 nicht gestartet
6 nicht gestartet
7 nicht gestartet

### Nur in der Meldeliste
Hier finden sich Teams, Fahrer und Fahrzeuge, die ursprünglich für das Rennen gemeldet waren, aber aus den unterschiedlichsten Gründen daran nicht teilnahmen.
| Pos. | Klasse | Nr. | Team          | Fahrer                   | Chassis       |
| ---- | ------ | --- | ------------- | ------------------------ | ------------- |
| 70   | RS     | 00  | S. C. Racing  | Dale Swope               | AMC Gremlin   |
| 71   | RS     | 1   | Walt Bohren   | Walt Bohren              | Mazda RX-2    |
| 72   | RS     | 28  | Burns Moore   | Burns Moore Randy Keller | Ford Pinto    |
| 73   | RS     | 60  | Pete Harrison | Pete Harrison            | Buick Skyhawk |
| 74   | RS     | 77  | Skip Grenier  | Skip Grenier             | Mazda RX-2    |

### Klassensieger
| Klasse | Fahrer      | Fahrer          | Fahrer           | Fahrzeug   | Platzierung im Gesamtklassement |
| ------ | ----------- | --------------- | ---------------- | ---------- | ------------------------------- |
| RS     | Dennis Shaw | Don Whittington | Bill Whittington | AMC Spirit | Gesamtsieg                      |

### Renndaten
- Gemeldet: 74
- Gestartet: 62
- Gewertet: 32
- Rennklassen: 1
- Zuschauer: unbekannt
- Wetter am Renntag: heiß und schwül
- Streckenlänge: 6,180 km
- Fahrzeit des Siegerteams: 6:00:59,440 Stunden
- Gesamtrunden des Siegerteams: 151
- Gesamtdistanz des Siegerteams: 933,162 km
- Siegerschnitt: 155,101 km/h
- Pole Position: Gene Felton – Buick Skyhawk (#96) – 2:16,169 = 163,382 km/h
- Schnellste Rennrunde: James Reeve – Buick Skyhawk (#52) – 2:17,380 = 161,942 km/h
- Rennserie: 11. Lauf zur Sportwagen-Weltmeisterschaft 1979